# Ancient Domains of Mystery
Ancient Domains of Mystery (ADOM) è un videogioco roguelike creato da Thomas Biskup. Originariamente pubblicato per Linux nel 1994, il videogioco è sviluppato in C e ha ricevuto aggiornamenti fino al novembre 2002, venendo convertito per diversi altri sistemi.
Classico roguelike paragonato ad Angband e NetHack, è distribuito come freeware. Al contrario dei videogiochi open source precedentemente citati, Biskup ha deciso di non pubblicare il codice sorgente per impedire la creazione di fork.
Nel novembre 2015, in seguito a una campagna di crowdfunding su Indiegogo, è stata distribuita su Steam una versione Deluxe a pagamento del gioco per Microsoft Windows, macOS e Linux.
Del videogioco esiste un seguito denominato ADOM II, anche noto come JADE (acronimo per Java-based Ancient Domains Engine).